# Senses working overtime
Senses working overtime is een single van XTC. Het is afkomstig van hun album English settlement.
Senses working overtime werd uitgegeven ter promotie van het album. De bijbehorende video was regelmatig te zien op het toen opstartende MTV.
Over de betekenis van het lied was men het niet altijd eens. De een dacht dat het ging over overspannenheid, de ander hield het bij het gevoel van hevige verliefdheid ("And I can see, hear, smell, touch, taste And I've got one, two, three, four, five Senses working overtime"), weer anderen zagen dat de zanger genoot van de wereld ondanks alle tegenslag. De eerste mening kreeg een vervolg. De leadzanger en schrijver van het lied Andy Partridge kreeg een zenuwinzinking tijdens een optreden in Parijs in januari 1982. De band lag daarna voor een tijd stil, aldus 3FM.

## Hitnotering
De single haalde de Billboard Hot 100 niet, XTC had sowieso weinig succes aan de overkant van de Atlantische Oceaan. In het Verenigd Koninkrijk liep het wat dat betreft beter. Van de negentien singles, die de UK Singles Chart haalden, haalde Senses de beste resultaten. Het bereikte een tiende plaats in negen weken notering.

### Nederlandse Top 40
| Positie: | 38 | 25 | 22 | 24 | 39 | uit |

### NederlandseMega Top 50
| Positie: | 39 | 40 | 37 | 37 | 34 | 41 | 46 | uit |

### BelgischeBRT Top 30
XTC zou deze hitlijst nooit bereiken.

### VlaamseUltratop 50
In deze hitlijst was het de enige single van XTC ooit.
| Positie: | 35 | 33 | 31 | 40 | uit |

### NPO Radio 2 Top 2000
Senses Working Overtime stond alleen in 2009 in de NPO Radio 2 Top 2000, op plek 1682.